# Крв није вода (изрека)
За друге употребе, погледајте: Крв није вода
Крв није вода српска је изрека, као и изрека дијелова неких народа, који граниче са Србима (Хрвати, Албанци).

## Историја
Пошто се балкански Срби налазе на простору који је одувијек био простор око којег су се сукобила многа царства, државе, власти и вјере, судбина српског народа је била да су се многи однарођавали, мијењали вјеру, језик и народност. У вријеме турске окупације су се тако многи приклонили Турцима и исламу. Називани су потурицама, а данашњи њихови потомци су углавном Бошњаци и неки Албанци. У Албанији, Далмацији, Славонији и другим крајевима католичких држава, учестало је било покатоличавање. Напуштање српске свијести и православне вјере је ишло паралелно са покатоличавањем и каснијом хрватизацијом. Ускоци који су дошли у Клис (али и свуда у приморје) као православци, су одмах прелазили у римокатолицизам  и временом би заборављали своје поријекло. 
Сви су ускоци били католици. Без обзира на то јесу ли били дошљаци, православни или муслимани, одмах су прелазили на католицизам. За ускоке врховни ауторитет нису били ни аустријски двор ни Венеција, већ папа у Ватикану. Од њега су добивали и једину знатнију помоћ.
 Данас су велики број тих Срба постали Хрвати. Миховил Павлиновић, који је и сам у првом периоду живота био католички Србин, а касније, по жељама политика Беча и Ватикана постаје Хрват, је у Подгори 1865. године написао текст Из повјести Црногорске Арбанаске који је објављен 1866. године у црногорском годишњаку Орлић. У тексту пише да су Срби и Скипетари браћа којима су крв и језик доста измијешани, а да их веже знамен часнога крста. Једини и други знају за виле посестриме, побратимство, заједничка је изрека Крв није вода... Кастриотић се родио од Војсаве Србкиње. У поетском опису слоге, Павлиновић наводи да су Јуре и Стефан Црнојевић, па за њима и све војводе и кнезови србски и скипетарски размјенили оружје у знак побратимства. Наведено је да је готова четвртина арбанаскога језика јест словинска. Павлиновић је написао пјесму побратиму Јовану Сундечићу , а затим је Сундечић одговорио пјесмом  у којој је навео и ову строфу у којој се спомње крв, братство и службу туђину који гледа да нас подијели:
| „ | Док смо вако на комаде Издробљени ко до сада, Сами ћемо себи градит Нове јаде поврх јада. Није брата над свог брата Крви над крв своју није: Туђину је свеђ до себе, А гроб нама под нам рије. Тешко тому који иде Куд туђинац њега води: Он се само туд пребија Куд туђинцу бољма годи: Чувајмо се ко од гује, Од свакога кој се плаши, У нашинству да смо наши. | ” |

Због таквих народно-политичких околности развило се побратимство, гдје би побратим, углавном друге вјере, из другог братства, племена, у другој служби... бранио у невољи свог побратима. У обреду братимљења се користила крв. То је био вид сигурности и чувања живота у кризним ситуацијама, каквих је често било. Из наведених разлога, настала је и народна изрека да Крв није вода, којом се углавном мислило на људе које је политичко уподобљавање разним властима, одвело далеко од духа предака. И поред злочина и свирепости многих бивших Срба (Махмуд-паша Бушатлија, Омер-паша Латас...) или српског поријекла (Миле Будак, Андрија Лубурић...)  према Србима који су остали вјерни вјери и народности предака, било је и свијетлих примјера гдје се нису заборављали корјени. Тако је Мехмед-паша Соколовић утицао да је Сулејман Величанствени 1557. године допустио обнову Пећке патријаршије.
Изрека се користи не само у односу на однарођене Србе, које свијест о заједничком поријеклу мотивише на доброчинство или благонаклоност према Србима, него и у свим случајевима у којима неко изгубљен (губљење контакта са породицом и сл.) проналази своје корјене и приближава им се у границама својих могућности. Вода у изреци означава нешто опће, мање битно и чега има довољно, а крв означава тјелесну и духовну блискост, повезаност разних људи преко предака, заједничких обичаја, вјере, језика, писма, народности... Битност крви за блискост се огледа и у братимљењу, али и у обредима у којима је крв жртве светиња која очишћује и освећује (нпр. причешће).